# Der Ostfriesen-Report
Der Ostfriesen-Report (Der Ostfriesen-Report: O mei, haben die Ostfriesen Riesen) ist ein deutscher Erotikfilm aus dem Jahr 1973. Der Film wurde hauptsächlich in Neßmersiel gedreht und spielt mit herrschenden regionalen Klischees (Bayern gegen Ostfriesland).
Der Ostfriesen-Report ist trotz seines Titels kein Report-Film, sondern eine Sexkomödie. Der 1974 erschienene Film Die Rache der Ostfriesen von Regisseur Walter Boos mit Josef Moosholzer und Helga Feddersen in den Hauptrollen ist keine inhaltliche Fortsetzung des Ostfriesen-Reports.

## Handlung
Ein Münchner Nachtclub des ostfriesischen Ossi Jansen ist im Niedergang. Er beauftragt Nachtclub-Direktor Alois Moser (Josef Moosholzer) und seine Freundin Lisa (Margot Mahler), zusammen mit Chauffeur Theo (Frank Nossack), nach Ostfriesland zu reisen und für die Kneipe Mädchen zu engagieren, die willig sind, im neu eingerichteten Münchner Etablissement zu strippen. Die Mädchen finden sich schnell, Kundschaft auch, doch als die aufgeregten „Buam“ den hübschen Nordlichtern etwas beibringen wollen, kommt es zum Chaos.